# Chiesa di San Paolo Apostolo (Torricella Sicura)
La chiesa di San Paolo Apostolo è la parrocchiale di Torricella Sicura, in provincia di Teramo e diocesi di Teramo-Atri; fa parte della forania di Torricella Sicura.

## Storia
Il nucleo originario della chiesa di San Paolo Apostolo, sorto in sostituzione dell'antica pieve di San Paolo in Albata, venne costituito nel Seicento.
L'edifcio venne poi interessato a partire dalla fine del XVIII secolo da un intervento di rifacimento e di rimaneggiamento, che fu portato a termine nel 1806.
Nel 1935 la chiesa fu oggetto di un restauro in occasione del quale si procedette al consolidamento della struttura, alla posa del nuovo pavimento e alla ricostruzione delle volte.
Nefli ultimi due decenni del Novecento si provvide ad eseguire l'adeguamento liturgico secondo le usanze postconciliari mediante l'aggiunta dell'altare rivolto verso l'assemblea.

## Descrizione

### Esterno
La convessa facciata della chiesa, rivolta a oriente, è suddivisa da una cornice marcapiano in due registri, entrambi scanditi da lesene; quello inferiore presenta centralmente il portale d'ingresso, mentre quello superiore è caratterizzato da una finestra e coronato dal timpano di forma mistilinea.
Annesso alla parrocchiale è il campanile a base quadrata, la cui cella presenta su ogni lato una monofora ed è coronata da una merlatura.

### Interno
L'interno dell'edificio si compone di un'unica navata, sulla quale si affacciano le cappellette laterali, introdotte da archi a tutto sesto, e le cui pareti sono scandite da paraste sorreggenti la trabeazione modanata e aggettante sopra la quale si impostano le volte volte a botte e a crociera; al termine dell'aula si sviluppa il presbiterio, rialzato di un paio di gradini e chiuso dall'abside di forma semicircolare, coperta dal catino emisferico.
Qui sono conservate diverse opere di pregio, la maggiore della quali è la pala raffigurante la Vergine con il Bambino e Santi.